# Nedakonice
Nedakonice település Csehországban, a Uherské Hradiště-i járásban. Nedakonice Boršice, Polešovice, Kostelany nad Moravou, Uherský Ostroh, Ostrožská Nová Ves és Zlechov településekkel határos. Lakosainak száma 1616 fő (2024. január 1.).

## Népesség
A település lakosságának változását az alábbi diagram mutatja:
| Lakosok száma | 1085 | 1087 | 1378 | 1311 | 1451 | 1499 | 1626 | 1594 | 1631 | 1616 |
|               | 1869 | 1890 | 1921 | 1950 | 1980 | 2001 | 2017 | 2019 | 2022 | 2024 |